# تخطيط كهربائية العضل
يلتقط تخطيط كهربائية العضل الكمون الكهربائي الذي تنتجه الخلايا العضلية عندما تُفعّل كهربائيًا أو عصبيًا. يمكن تحليل الإشارات المُلتقطة للكشف عن الشذوذات أو مستوى التنشيط أو أمر التوظيف أو لتحليل الميكانيكا الحيوية للحركة عند الإنسان أو الحيوانات. يُعتبر تخطيط كهربائية العضل بالإبرة من التقنيات التي يوفرها طب التشخيص الكهربائي ويستخدمها أطباء الأعصاب. أما تخطيط كهربائية العضل السطحي فهو إجراء غير طبي يُستخدم لتقييم تنشيط العضلات من قبل الكثير من المتخصصين، ومنهم اختصاصيو العلاج الطبيعي واختصاصيو حركية الإنسان ومهندسو العلوم الطبية الحيوية. وفي علوم الحاسوب، يستخدم تخطيط كهربائية العضل في برمجيات وسيطة تساعد على تطوير التعرف على الإيماءات من خلال استخدام مدخلات الحركة البدنية إلى الحاسوب باعتبارها نمطًا من التفاعل الإنساني الحاسوبي.

## الاستخدامات السريرية
توجد تطبيقات سريرية وطبية حيوية كثيرة لتخطيط كهربائية العضل. يُستخدم تخطيط كهربائية العضل بالإبرة بوصفه أداة تشخيصية تساعد على تحديد الاضطرابات العصبية العضلية، أو باعتباره أداةً بحثية لدراسة حركية الإنسان واضطرابات التحكم الحركي. تستخدم إشارات تخطيط كهربائية العضل أحيانًا بغرض التوجيه عند حقن ذيفان السجقية أو الفينول في العضلات. يستخدم تخطيط كهربائية العضل السطحي في التشخيص الوظيفي خلال تحليل الحركة بالأجهزة. وتستعمل إشارات تخطيط كهربائية العضل للتحكم في الأجهزة الاصطناعية التعويضية مثل الأيدي أو الأذرع أو الأرجل الاصطناعية.
يمكن استخدام تخطيط كهربائية العضل المُسرَع في الرصد العصبي العضلي خلال التخدير العام حين تستخدم المُحصرات العصبية العضلية، بهدف تجنب الرخاوة (الكورار) التالية للعمل الجراحي.
باستثناء بعض حالات الاعتلال العضلي الأولي البحتة، يُجرى تخطيط كهربائية العضل مع اختبار كهربائي تشخيصي آخر يقيم الوظيفة التوصيلية للأعصاب، ويسمى دراسة التوصيل العصبي. يستطب إجراء تخطيط كهربائية العضل بالإبرة مع دراسة التوصيل العصبي عند وجود ألم في الأطراف، أو ضعف ناتج عن انضغاط عصب شوكي، أو حين يُشك بوجود إصابات أو اضطرابات عصبية أخرى. لا تسبب إصابة العصب الشوكي آلام الرقبة أو آلام منتصف الظهر أو آلام أسفل الظهر، ولهذا السبب، لم تظهر الأدلة أن تخطيط كهربائية العضل أو دراسة التوصيل العصبي مفيدين في تشخيص أسباب الألم القطني المحوري أو ألم الصدر أو ألم العمود الفقري الرقبي. يمكن أن يساعد تخطيط كهربائية العضل بالإبرة في تشخيص إصابات انضغاط الأعصاب (مثل متلازمة النفق الرسغي)، أو إصابة الجذور العصبية (مثل عرق النسا)، وفي مشاكل عضلية أو عصبية أخرى. وتشمل الحالات الطبية الأقل شيوعًا التصلب الجانبي الضموري، والوهن العضلي الوبيل، وسوء التغذية العضلي (الحثل العضلي).
بخلاف ما سبق، لا يُستخدم تخطيط كهربائية العضل السطحي لأغراض تشخيصية.

## التقنية

### تجهيز الجلد والمخاطر المحتملة
الخطوة الأولى قبل إدخال الأقطاب الإبرية هي تجهيز الجلد. يتضمن ذلك ببساطة تنظيف الجلد برُفادة كحولية.
قد يكون وضع القطب الإبري إجراءً صعبًا ويعتمد نجاحه على عدد من العوامل، مثل الانتقاء الدقيق للعضلة المستهدفة وحجم تلك العضلة. يكون وضع الأقطاب الإبرية في تخطيط كهربائية العضل على النحو الأمثل أمرًا مهمًا جدًا لتمثيل العضلات المستهدفة بشكل دقيق. ومع أن تخطيط كهربائية العضل فعال في رصد نشاط العضلات السطحية، فهو غير قادر على تجاوز كمونات العمل الناتجة عن العضلات السطحية لرصد نشاط العضلات الأعمق. بالإضافة إلى ذلك، يُضعف وجود الكثير من الدهون في الجسم إشارات تخطيط كهربائية العضل. الموقع المثالي عند وضع مستشعر تخطيط كهربائية العضل هو بطن العضلة: الخط الطولي الأوسط للعضلة. يمكن تحديد بطن العضلة باعتباره المنطقة بين النقطة المحركة (الوسط) للعضلة ونقطة ارتكاز الوتر.
تستخدم الناظمات القلبية الاصطناعية والأجهزة المزيلة للرجفان القابلة للزرع بشكل متزايد في الممارسة السريرية، ولا توجد أدلة تشير إلى خطر إجراء الدراسات التشخيصية الكهربائية الروتينية عند المرضى الذين يستخدمون هذه الأجهزة. توجد مخاوف نظرية من تأثير النبضات الكهربائية المستخدمة في دراسات التوصيل العصبي على هذه الأجهزة التي تستشعرها على نحو خاطئ ما قد يؤدي إلى تثبيط الجهاز أو إطلاق إشاراته أو إعادة برمجته. وبشكل عام، كلما كان موقع التحفيز الكهربائي أقرب إلى الناظمة القلبية ومساري النظم، زاد احتمال تحريض كمون بسعة تكفي لإيقاف عمل الناظمة القلبية. وعلى الرغم من هذه المخاوف، لم يُبلغ عن أي آثار سلبية فورية أو متأخرة عند من أجرى دراسة التوصيل العصبي الروتينية.
لا توجد موانع من إجراء تخطيط كهربائية العضل بالإبرة أو دراسة التوصيل العصبي عند المريضات الحوامل. ولم يُبلغ عن أي مضاعفات نتجت عن هذه الإجراءات في الأدبيات الطبية. وبالمثل، لم يُبلغ عن أي مشكلات سببتها اختبارات الكمونات المُثارة عند الحوامل.
يُحذر المرضى الذين يعانون من الوذمة اللمفاوية أو المعرضون لخطر الوذمة اللمفاوية من الإجراءات الثاقبة للجلد في الطرف المصاب، أي التي قد تسبب بزل الوريد، وذلك لمنع حدوث الوذمة اللمفاوية أو تفاقمهما أو الإصابة بالتهاب الهلل (التهاب النسيج الخلوي). على الرغم من المخاطر المحتملة، فإن الأدلة على مثل هذه المضاعفات التالية لحدوث بزل وريدي محدودة. لا توجد تقارير منشورة عن حدوث التهاب الهلل أو العدوى أو مضاعفات أخرى بعد إجراء تخطيط كهربائية العضل عند مرضى الوذمة اللمفاوية أو عند من استأصلوا عقدًا لمفاوية في السابق. ولكن نظرًا لخطر الإصابة بالتهاب الهلل عند المرضى الذين يعانون من الوذمة اللمفاوية، ينبغي توخي الحذر عند إجراء الفحوص التي تتطلب استخدام الإبر في مناطق الإصابة اللمفاوية تجنبًا للمضاعفات. عند المرضى الذين يعانون من وذمة شديدة وجلد مشدود، يمكن أن يؤدي ثقب الجلد بالأقطاب الإبرية إلى نز مزمن لسائل مصلي. يزيد الوسط المناسب للجراثيم الناتج عن وجود السائل المصلي وانتهاك سلامة الجلد من خطر الإصابة بالتهاب الهلل. لذا يجب على الطبيب الموازنة بين مخاطر الإجراء المحتملة من جهة، وفوائده التشخيصية المرجوة من جهة ثانية، قبل اتخاذ قرار بتنفيذ الاختبار.

### أقطاب التسجيل في تخطيط كهربائية العضل السطحي وداخل العضلات
يوجد نوعان من تخطيط كهربائية العضل: تخطيط كهربائية العضل السطحي وتخطيط كهربائية العضل داخل العضلات. يُقيّم تخطيط كهربائية العضل السطحي وظيفة العضلات من خلال تسجيل نشاط العضلات من السطح الجلدي فوق العضلة. يمكن تسجيل تخطيط كهربائية العضل السطحي باستخدام زوج من الأقطاب الكهربائية أو باستعمال مجموعة أكثر تعقيدًا من أقطاب كهربائية متعددة. لابد من استخدام أكثر من قطب كهربائي واحد لأن تسجيلات تخطيط كهربائية العضل تصف فرق الكمون (فرق الجهد) بين قطبين كهربائيين منفصلين. تتمثل محدودية هذه الطريقة في أن تسجيلات القطب السطحي تقتصر على العضلات السطحية، وتتأثر بالأنسجة تحت الجلد في موقع التسجيل (سماكة هذه الأنسجة متغيرة وتعتمد على وزن المريض)، ولا يمكنها تمييز الإشارات الكهربائية القادمة من العضلات المجاورة بشكل موثوق. من أجل الحد من هذه المشكلات والحصول على نتائج موثوقة، طُورت مواضع خاصة للأقطاب واختبارات وظيفية.

## أقطاب الجمع الكهربائي
أكثر من نوع:

### أقطاب سطح الجلد
- تضع على مسافة 4 سم الأول على سطح العضل والثاني على وتر العضل نفسه وتقوم الأقطاب بجمع النشاط من جميع الألياف العضلية وبالتالي تسجيل EMG شامل.

مواصفات أقطاب سطح الجلد: يشبهون الزر أو لوحات ويضعن مباشر على الجلد.

## أسباب الاستخدام
تساعد في تشخيص مصدر الألم، تشنجات أو ضعف العضلات والأعصاب.
تحديد سبب ضعف العضلات والقيود، المرتبطة بالألم.
التمييز بين الاضطرابات العضلية والعصبية.

### إبرة كهربائية
توضع في العضل.

## التحضير لإجراء
1-الأدوية المضادة للالتهابات (فعلى سبيل المثال، الأسبرين).
2-الدم رقيق، مثل كلوبيدوجريل، وارفارين، أو تكلوبيدين.
خلال اليوم أو في يوم الاختبار:
إذا كان لدى المريض الوهن العضلي الوبيل، يجب مراجعة الطبيب إذا ما وجب أخذ بعض الأدوية
ويجب الامتناع عن السجائر، قهوة، الشاي والمشروبات الغازية خلال 2-3 ساعات قبل الكتروميوجرافي>

## نظام التوسيع
يؤدي إلى ارتفاع بنظام العشرات من ميكروفولت وعنده طاقة لاختيار التوسيع.

## الأعراض
قد يشعر المُعالج ببعض الألم لدى تعرضه إبرة. يتم إدخال مثل حقنه في العضلات.
وبعد علاج لبضعة أيام يمكن أن تكون آلام في العضلات وعدم الراحة
يمكن وضع كمادات دافئة ومضاضات الألم قد تساعد في تخفيف الأعراض غير السارة.